# Богарсуков, Никита Павлович
Никита Павлович Богарсуков (1834 — 2 марта 1913 года) — российский кубанский купец и меценат. По происхождению черкесогай («черкесский армянин») из рода Богарсуковых.

## Биография
Происходил из черкесогайской фамилии Богарсуковых, представители которой выводили себя из константинопольских армян, переселившихся на Кавказ и живших уже несколько веков среди горцев.
Рано стал главой семьи. Образования не получил. Первоначально занимался земледелием и мелкой торговлей. Жил среди горцев, но принял русское подданство. Многократно содействовал урегулированию конфликтов между русскими и черкесами. Поддерживал тесные связи и с соплеменниками-армянами, которые традиционно занимались на Кавказе торговыми операциями.
В 1860 Никита Богарсуков переехал в Армавир и довольно быстро разбогател на торговле. По торговым делам он постоянно совершал поездки по всей Кубанской области, добившись там значительного авторитета. Много лет был ктитором церкви Успения Пресвятой Богородицы в Екатеринодаре (сегодня Краснодар). Окончание Кавказской войны, после которого город стал гражданским, сыграло на руку Богарсукову, его родственникам и другим торговцам, открыв перед ними большие перспективы — экономический потенциал Кубани вкупе с её выгодным географическим положением теперь можно было использовать.
После этого Никита Павлович переехал в Екатеринодар вместе с братьями Карпом и Христофором (также у него был младший брат Иван). Братья Богарсуковы занимались коммерцией, выстроили гостиницу «Централь» и двухэтажное здание из красного кирпича по улице Гимназической (в наши дни в нём находится Краснодарский государственный историко-археологический музей-заповедник имени Е. Д. Фелицына). Считается, что это здание они возвели в отместку конкуренту Поликарпу Губкину, построившему в городе шикарный «Гранд-отель» прямо напротив их гостиницы. Полы в особняке были вымощены модной метлахской плиткой. Внутреннее убранство и внешний декор отличало богатство. Фамилии архитектора история не сохранила. Владели купцы и еще несколькими домами в городе.
На Кубани существовал торговый дом «Никита Богарсуков и сыновья». В 1910 году он, как и другие предприятия Богарсуковых, был акционирован. Эта фирма, одна из крупнейших торговых компаний в России своего времени, действовала в форме полного товарищества. Основной капитал торгового дома в 1914 году составлял 1.2 млн рублей. В 1889 братьями предпринимателя был основан Торговый дом «Братья Карп и Христофор Богарсуковы», ставший одной из крупнейших в России торговых фирм. В 1910 он слился с торговым домом Никиты Богарсукова. Торговый дом имел магазины и склады в Ростове-на-Дону, Майкопе, Сухуме, Новороссийске, Армавире и, конечно, в самом Екатеринодаре. Товары Богарсуковы получали из крупных российских центров: Москвы, Санкт-Петербурга, Ростова-на-Дону, Лодзи. Торговали мануфактурными товарами, в Краснодаре держали также магазин готового платья.
Похоронен Н. П. Богарсуков в городе Краснодаре, возможно, в склепе-усыпальнице у восточной границы «армянского» участка Всесвятского кладбища, хотя точное место захоронения в пределах этого некрополя не установлено. По некоторым данным, многолюдные похороны — в числе прочих, отдать последнюю дань уважения Богарсукову пришли многие весьма почитавшие покойного горцы — были сняты на киноплёнку и даже демонстрировались публике за границей на заре развития кинематографа.

### Семья
Имел сыновей-наследников Артемия, Акима, Якова и Егора (Георгия), которые были пайщиками его торгового дома. Вместе с ними и группой сотрудников он изображён на последней прижизненной фотографии, сделанной в 1908 году.

## Благотворительность
- Богурсуков